# Abd al-Karim Munxi
Abd al-Karim Munxi (Munxi Mawlawi Muhàmmad Abd al-Karim Alawi) fou un historiador persa del segle xix, mort a tot tardar el 1851, probablement entre 1848 i 1851.
Va viure a Lucknow. Va traduir de l'àrab al persa la Tarikh al-Khulafa i la Tharik Misr de Suyuti. Les seves obres principals són la Muharabva-i Kabul wa-Kandhar, sobre la guerra afganesa fins al 1842, la Tarikh Pandjab tuhfatan li-l-ahbab, sobre la primera i segona guerra anglo-sikh, i la Tarikh-i Ahmad, història dels Durranis. Els tres llibres foren litografiats a Lucknow el 1848, 1849 i 1850.